# CIBER
Ciber, Inc. (NYSE: CBR)en:Ciber – международная консалтинговая компания, один из крупнейших партнёров SAP в мире. 
В январе 2010 г. Ciber, Inc. была названа поставщиком аутсорсинговых услуг в области ERP #1 согласно исследованию The Black Book of Outsourcing  (опрос проводится по более чем 26 000 респондентам из числа потребителей услуг по всему миру) (недоступная ссылка).

## История
Компания была основана в 1974 году Бобби Стивенсоном и двумя его партнёрами в Детройте (штат Мичиган, США) для удовлетворения в потребности в информационных системах в набирающей обороты автомобильной промышленности. Компанию назвали Consultants in Business Engineering Research (Ciber). В 1978 году Стивенсон стал единоличным владельцем компании, а в настоящее время является председателем совета директоров. На сегодняшний день компания насчитывает 96 офисов в 19 странах и более 8000 сотрудников. Штаб-квартира находится в Колорадо, США.
В 2004 году, с целью усиления своих позиций на рынке систем управления ресурсами предприятия, Ciber приобрела международную компанию Novasoft, специализирующуюся в области внедрения систем SAP. Образованная в результате компания Ciber Novasoft вошла в группу компаний Ciber как центр компетенции SAP, с головным офисом в Германии, г. Гейдельберг. Бренд Ciber Novasoft использовался до 1 января 2009 года.